# Olpuch-Dworzec
Olpuch-Dworzec – osada  w Polsce położona w województwie pomorskim, w powiecie kościerskim, w gminie Stara Kiszewa.
Osada opodal przystanku kolejowego Olpuch, usytuowanego na linii kolejowej Maksymilianowo-Kościerzyna-Gdynia.
W latach 1975–1998 miejscowość położona była w województwie gdańskim.